# Stone Gods
Stone Gods é uma banda formada pelos ex-membros da banda inglesa The Darkness.
A banda é formada por Richie Edwards na vocal, Dan Hawkins na guitarra, Ed Graham na bateria, Toby MacFarlaine no baixo. Os integrantes dizem que os erros do passado não serão cometidos novamente, e que desta vez o único objetivo da banda é a música e não a fama.
Em março de 2008 os Stone Gods abriram shows do Velvet Revolver.

## História
Com o fim do The Darkness, o guitarrista Dan Hawkins e o ex-baixista Richie Edwards resolveram seguir adiante. Chamaram o músico Toby MacFarlaine, para o posto de baixista, e Ed Graham, para a bateria. Estava formado o Stone Gods. Com Edwards comandando os vocais e a outra guitarra, o grupo lançou em 2008 seu álbum de estréia, Silver Spoons & Broken Bones. A primeira canção que a banda apresentou ao público, "Burn the Witch", abre o álbum de forma enérgica e potente, mostrando um Richie Edwards rasgando a voz e dividindo com Dan as guitarras rápidas e os "riffs" animados.

## Modificações no som da banda
Quem gostava do The Darkness teve uma surpresa ao ouvir o novo Stone Gods. As músicas ficaram mais agressivas, um som mais pesado, e aquele ar demasiadamente debochado, já não há em Stone Gods. Também há elementos mais modernos na banda, o que muitos fãs gostaram. Mas a sonoridade ainda abrange muito do heavy metal e do hard rock muito bem feito, com riffs bastante fortes. Em muitos momentos, ao escutar o Stone Gods, lembra bastante o Def Leppard. Entre os riffs pesados e os solos demasiadamente estrondosos e perfeitos há espaço também para as baladas como "Magdalene Street" e "Lazy Bones". Não são baladas melosas, ao estilo de hair metal dos anos 80, são baladas que abrandem mais o indie e o pop, mas sem perder aquele lado, aquela pegada hard rock. Como era esperado, nas letras do Stone Gods é inevitável encontrar restos da animosidade entre os irmãos Hawkins. Mas essa não é a tônica de Silver Spoons & Broken Bones. A banda mostrou muito mais em sua estréia.

## Discografia

### Álbuns de estúdio
- 2008 - Silver Spoons & Broken Bones

### EP
- 2008 - Burn the Witch